# Procheirichthys ferox
Procheirichthys ferox è un pesce osseo estinto, appartenente ai perleidiformi. Visse nel Triassico medio (circa 242 - 240 milioni di anni fa) e i suoi resti fossili sono stati ritrovati in Australia.

## Descrizione
Questo pesce era di medie dimensioni, e solitamente non superava la lunghezza di 20 centimetri. Possedeva un corpo piuttosto compatto e compresso lateralmente. La testa era profonda e il muso arrotondato, mentre gli occhi erano grandi e l'apertura boccale ampia, con piccoli denti aguzzi lungo il margine delle mascelle. La pinna dorsale era grande e situata nella parte posteriore del corpo, opposta obliquamente alla pinna anale. Le pinne pettorali e pelviche erano piccole. Le scaglie erano rettangolari e dotate di margini lisci, ed erano disposte in file diagonali.

## Classificazione
Procheirichthys ferox venne descritto per la prima volta nel 1935 da Wade, sulla base di resti fossili ben conservati rinvenuti nel giacimento di Brookvale, in Australia. Procheirichtys era un rappresentante dei perleidiformi, un gruppo di pesci ossei tipici del Triassico, molto diversificati. 

## Paleobiologia
È probabile che Procheirichthys si nutrisse di crostacei e altri piccoli animali.